# Orietta Doria-Pamphilj-Landi
Orietta Emily Mary Pogson Doria Pamphilj (Londra, 22 aprile 1922 – Roma, 19 novembre 2000) è stata una nobildonna italiana, ultima principessa di Melfi.

## Biografia

### Infanzia
Appartenente della famiglia Doria-Pamphilj-Landi, era figlia di Filippo Andrea Doria Landi Pamphili, XVI principe di Melfi, antifascista cattolico sindaco di Roma, e di Gesine Novello Gigliucci Dykes. Nacque a Londra, dove passò anche l'infanzia.

### Matrimonio
Si sposò a Londra con Frank George Wignall Pogson (1922-1998), ufficiale della Royal Navy, aggiungendo Pogson al suo cognome.

### Principessa di Melfi
Amante dell'arte e mecenate, Orietta decise e rese possibile la musealizzazione e l'apertura al pubblico del grande palazzo di famiglia su via del Corso a Roma. Si impegnò inoltre affinché diverse proprietà familiari donate o cedute a terzi divenissero accessibili anch'esse al pubblico, ad esempio il Palazzo Pamphilj su Piazza Navona, attuale sede dell'ambasciata del Brasile, e villa Doria Pamphilj.
Orietta fu molto attiva nel volontariato cattolico, contribuendo a dare vita all'Associazione guide italiane e fu membro della World Association of Girl Guides and Girl Scouts.

### Morte
La principessa Orietta morì il 19 novembre 2000 a Roma e con essa si estinse la casata Doria Landi Pamphili ed il secolare titolo di Principe di Melfi.

## Discendenza
La principessa Orietta e l'ufficiale Frank George Wignall Pogson adottarono due figli: 
- Jonathan (1964-), sposatosi con rito civile nel 2006 con Elson Edeno Braga, con cui ha avuto tramite maternità surrogata:
  - Emily (2006-);
  - Filippo Andrea (2007-).
- Gesine (1964-), sposata con il critico d'arte Massimiliano Floridi, da cui ha avuto quattro figlie.

## Ascendenza
|                                                         |   |                                            | Genitori                                  |  |  | Nonni |  |  | Bisnonni                                                |  |  | Trisnonni                                         |  |
|                                                         |   |                                            |                                           |  |  |       |  |  | Filippo Andrea V Doria Pamphili, XIII principe di Melfi |  |  | Luigi Doria Landi Pamphili, XII principe di Melfi |  |
|                                                         |   |                                            |                                           |  |  |       |  |  | Filippo Andrea V Doria Pamphili, XIII principe di Melfi |  |  | Luigi Doria Landi Pamphili, XII principe di Melfi |  |
|                                                         |   | Teresa Orsini                              |                                           |  |  |       |  |  | Filippo Andrea V Doria Pamphili, XIII principe di Melfi |  |  |                                                   |  |
| Alfonso Doria Pamphili Landi, XV principe di Melfi      |   |                                            |                                           |  |  |       |  |  | Filippo Andrea V Doria Pamphili, XIII principe di Melfi |  |  |                                                   |  |
|                                                         |   | lady Mary Talbot                           | John Talbot, XVI conte di Shrewsbury      |  |  |       |  |  |                                                         |  |  |                                                   |  |
|                                                         |   | lady Mary Talbot                           | John Talbot, XVI conte di Shrewsbury      |  |  |       |  |  |                                                         |  |  |                                                   |  |
|                                                         |   | lady Mary Talbot                           | Maria Theresa Talbot                      |  |  |       |  |  |                                                         |  |  |                                                   |  |
| Filippo Andrea VI Doria Pamphili, XVI principe di Melfi |   | lady Mary Talbot                           |                                           |  |  |       |  |  |                                                         |  |  |                                                   |  |
|                                                         |   | Henry Pelham-Clinton, VI duca di Newcastle | Henry Pelham-Clinton, V duca di Newcastle |  |  |       |  |  |                                                         |  |  |                                                   |  |
|                                                         |   | Henry Pelham-Clinton, VI duca di Newcastle | Henry Pelham-Clinton, V duca di Newcastle |  |  |       |  |  |                                                         |  |  |                                                   |  |
|                                                         |   | Henry Pelham-Clinton, VI duca di Newcastle | lady Susan Hamilton                       |  |  |       |  |  |                                                         |  |  |                                                   |  |
| lady Emily Pelham-Clinton                               |   | Henry Pelham-Clinton, VI duca di Newcastle |                                           |  |  |       |  |  |                                                         |  |  |                                                   |  |
|                                                         |   | Henrietta Adela Hope                       | Henry Thomas Hope                         |  |  |       |  |  |                                                         |  |  |                                                   |  |
|                                                         |   | Henrietta Adela Hope                       | Henry Thomas Hope                         |  |  |       |  |  |                                                         |  |  |                                                   |  |
|                                                         |   | Henrietta Adela Hope                       | Anne Adele Bichat                         |  |  |       |  |  |                                                         |  |  |                                                   |  |
| Orietta Doria-Pamphilj-Landi, XVII principessa di Melfi |   | Henrietta Adela Hope                       |                                           |  |  |       |  |  |                                                         |  |  |                                                   |  |
|                                                         | … | …                                          |                                           |  |  |       |  |  |                                                         |  |  |                                                   |  |
|                                                         | … | …                                          |                                           |  |  |       |  |  |                                                         |  |  |                                                   |  |
|                                                         | … | …                                          |                                           |  |  |       |  |  |                                                         |  |  |                                                   |  |
| James Dykes                                             | … |                                            |                                           |  |  |       |  |  |                                                         |  |  |                                                   |  |
|                                                         |   | …                                          | …                                         |  |  |       |  |  |                                                         |  |  |                                                   |  |
|                                                         |   | …                                          | …                                         |  |  |       |  |  |                                                         |  |  |                                                   |  |
|                                                         |   | …                                          | …                                         |  |  |       |  |  |                                                         |  |  |                                                   |  |
| Gesine Novello Gigliucci Dykes                          |   | …                                          |                                           |  |  |       |  |  |                                                         |  |  |                                                   |  |
|                                                         |   | Giovanni Battista Gigliucci                | …                                         |  |  |       |  |  |                                                         |  |  |                                                   |  |
|                                                         |   | Giovanni Battista Gigliucci                | …                                         |  |  |       |  |  |                                                         |  |  |                                                   |  |
|                                                         |   | Giovanni Battista Gigliucci                | …                                         |  |  |       |  |  |                                                         |  |  |                                                   |  |
| Valeria Novello Gigliucci                               |   | Giovanni Battista Gigliucci                |                                           |  |  |       |  |  |                                                         |  |  |                                                   |  |
|                                                         |   | Clara Anastasia Novello                    | …                                         |  |  |       |  |  |                                                         |  |  |                                                   |  |
|                                                         |   | Clara Anastasia Novello                    | …                                         |  |  |       |  |  |                                                         |  |  |                                                   |  |
|                                                         |   | Clara Anastasia Novello                    | …                                         |  |  |       |  |  |                                                         |  |  |                                                   |  |
|                                                         |   | Clara Anastasia Novello                    |                                           |  |  |       |  |  |                                                         |  |  |                                                   |  |